# Glaphyrus varians
Glaphyrus varians là một loài bọ cánh cứng trong họ Glaphyridae. Loài này được Menetries miêu tả khoa học năm 1836.